# Zoniopoda omnicolor
Zoniopoda omnicolor är en insektsart som först beskrevs av Blanchard 1843.  Zoniopoda omnicolor ingår i släktet Zoniopoda och familjen Romaleidae. Inga underarter finns listade i Catalogue of Life.